# تامار هوهانیسیان
تامار هراچیایی هوهانیسیان (ارمنی: Թամար Հրաչյայի Հովհաննիսյան؛ انگلیسی: Tamar Hovhannisyan; ‏۹ اکتبر ۱۹۵۴ – ) یک بازیگر، کارگردان فیلم و فیلم‌نامه‌نویس اهل ارمنستان بود.

## زندگی‌نامه
هوهانیسیان در دپارتمان بازیگری انستیتو دولتی سینما و تئاتر ایروان تحصیل نموده است. وی بین سال‌های ۱۹۷۷ تا ۱۹۹۲ میلادی فعالیت می‌کرد.

### خانواده
- پدر: هراچیا هوانسیان
- همسر: فرونزیک مکرتچیان
- برادر:داویت هوهانس

## گزیده فیلمشناسی
از فیلم‌ها یا برنامه‌های تلویزیونی که وی در آن نقش داشته است می‌توان به رفیق پانجونی (۱۹۹۲) اشاره کرد.